# Dokken
Dokken é uma banda estadunidense de heavy metal e hard rock formada em 1978. Já vendeu mais de 10 milhões de discos em todo o mundo e esteve no topo de diversas paradas de sucesso ao longo dos anos.
A formação original da banda era Don Dokken (vocal), George Lynch (guitarra), Juan Croucier (baixo) e Mick Brown (bateria). Em 1983, Croucier saiu da banda para ir para o Ratt e foi substituído por Jeff Pilson. Da formação original, somente Don e Mick continuam até hoje, após vários membros passarem pela banda.

## História
O Dokken como o próprio nome demonstra, foi uma banda idealizada por uma pessoa: Donald Dokken. O frontman desta banda se lançou no início da década de 80, com o EP “Breaking the Chains”, sob o nome de Don Dokken apenas. Ele tinha o apoio de Juan Croucier (baixista) que mais tarde viria a integrar o Ratt.
Don ficou conhecido no meio musical antes mesmo de gravar seu disco, já que fizera os vocais de guia do álbum “Blackout” do Scorpions, em razão de Klaus estar adoentado. Antes de tornar-se vocalista, ainda tentou tocar guitarra e saxofone, mas não obteve grande resultado.
Don assinou contrato com a Elektra records, que achou melhor que o projeto fosse uma banda, e desta maneira ficaria apenas o nome Dokken. Os integrantes já haviam sido escolhidos: Jeff Pilson (baixo) George Lynch (guitarra) e Mick Brown (bateria).
Em 1984, Lançaram “Tooth And Nail” que, de cara, ganhou o público. Canções como “Just Got Lucky” e “Into The Fire” embalavam as festinhas americanas.
Em 1985 saiu “Under Lock and Key” e o sucesso triplicou. O Dokken entrava no páreo pela coroa de reis do hard californiano. Neste segundo álbum, encontra-se o hit “It’s not Love” e a incrível “Unchain the Night”.
O Dokken ia subindo cada vez mais. Turnês se seguiram, a banda era elogiada pela crítica, em principal George Lynch pela técnica e velocidade. Lançado o álbum “Back from the Attack” o Dokken chega ao seu ápice, sendo inclusive indicado para o Grammy Awards. George Lynch caia nas graças da mídia e era aclamado como um deus da guitarra. Tais exageros inflaram o ego do músico que começou a bater de frente com Don Dokken.
Na turnê desse álbum saiu “Beast from the East”. Gravado ao vivo no Japão, esse disco rendeu ao Dokken a honrosa menção de a mais potente banda de hard ao vivo, superando Motley Crue e Quiet Riot.
George Lynch resolve sair da banda e montar o Lynch Mob, levando junto o baterista Mick Brown. Jeff Pilson foi trabalhar com Dio. Don Dokken voltou ao seu projeto inicial, seu álbum solo, com o nome de Don Dokken apenas. O resultado é “Up From the Ashes”, junto ao ex-Europe John Norum. O disco dividiu opiniões. O álbum é pesado e técnico, mas muitos diziam que faltava algo.
Sofrendo pressão da mídia Don e George fazem as pazes, ou melhor, fingem fazer as pazes. Gravam em 1994 o acústico “One live night”. A gravadora pede por um novo álbum e eles lançam “Dysfunctional”. Com Jeff e Mick juntos, é claro, o álbum é bem recebido, mas as vendas ficam abaixo do esperado. George resolve tomar a frente da banda. Don deixa o trabalho em suas mãos.
Um produtor alternativo é contratado. Desde o primeiro contato com a banda, ele deixa bem claro que detesta hard rock e nunca gostou do Dokken, portanto seria tudo reformulado. “Shadowlife” é lançado. O disco é disparado o pior da carreira da banda, com uma sonoridade pobre e suja. O Dokken chega ao fundo do poço. O clima estava tão pesado que Don e George chegaram a sair no braço dentro do estúdio.
Com isso tudo, George sai novamente, John Norum participa de 15 shows no final de 1997, e Reb Beach (ex-Winger) entra no ano seguinte. Em 99 eles lançam “Erase the Slate” na intenção de apagar a má impressão deixada pelo seu antecessor. O resultado é positivo, mas a banda acaba sofrendo outra baixa na guitarra. Reb Beach deixa seu posto para retornar ao Winger. John Norum volta e mais tarde eles gravam o disco “Long Way Home”. Canções como “Little girl” e “Under the gun” marcam uma nova fase do Dokken.
O problema crônico da banda ataca novamente e desta vez deixa sequelas... o guitarrista John Norum deixa a banda para voltar ao Europe, e Jeff Pilson também não fica. Em seus lugares ficam Alex De Rosso e Barry Sparks respectivamente.
Mais tarde ambos saem e, em seus lugares, entram Jon Levin na guitarra, que permanece na banda até hoje. Inúmeros baixistas já passaram pela banda.
Em 2016 a banda se reuniu com a formação clássica dos anos 80 para shows nos E.U.A e Japão, e gravou um novo vídeo e CD ao vivo no Japão, a sair em 2018 (que incluiu também 3 músicas novas em estúdio no CD). Em 2018 farão uma nova reunião.

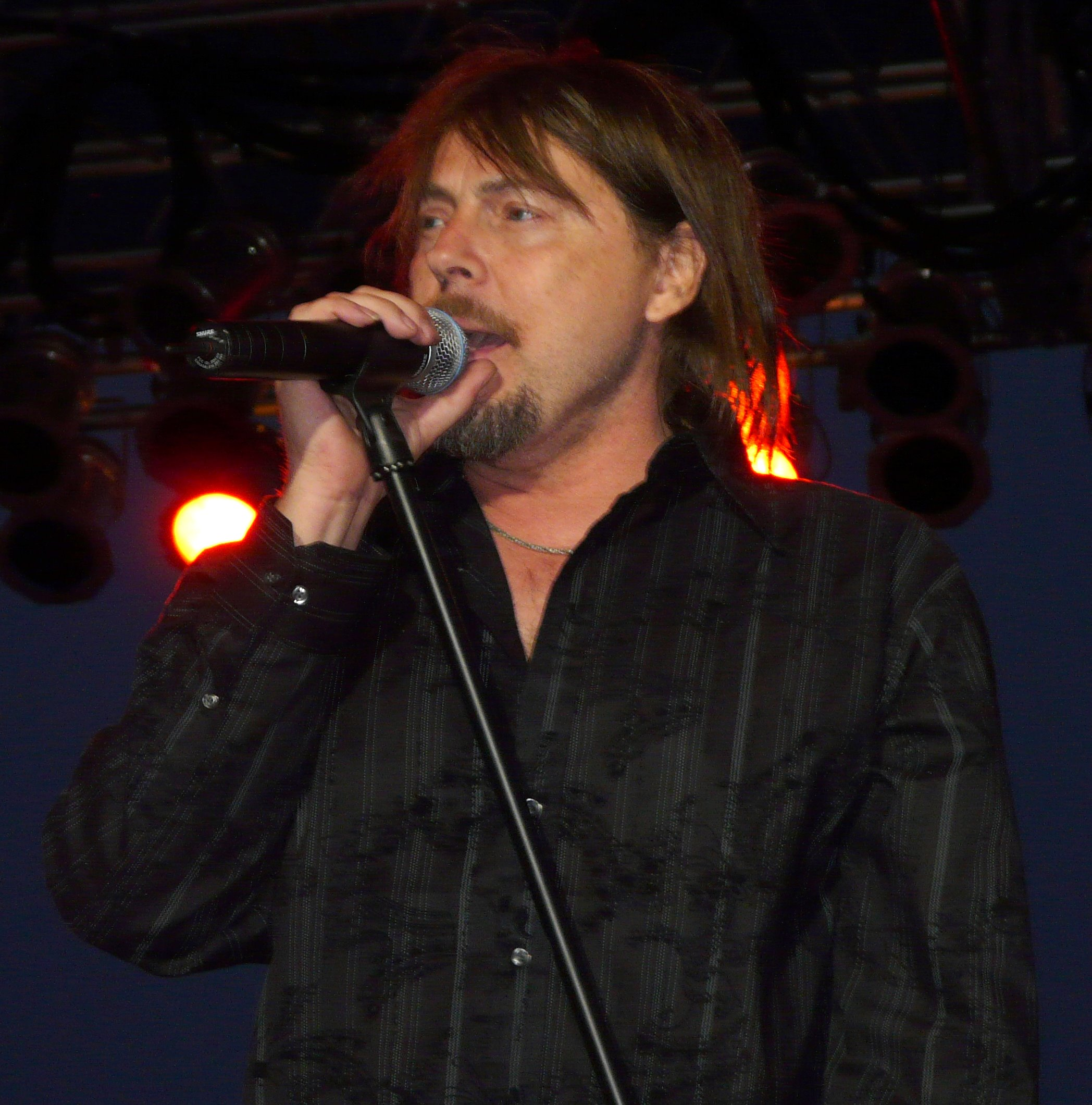
Don Dokken em 2008.

## Formação

### Membros atuais
- Don Dokken – vocais e ocasionalmente guitarras (1978-1989, 1993 - presente)
- Jon Levin – guitarra (2004 - presente)
- Chris McCarvill – baixo (2017 - presente)
- B.J. Zampa – bateria (2019 - presente)

### Antigos membros
- Steve Barry - guitarra (1978)
- Greg Pecka - bateria (1978)
- Peter Baltes - baixo (1978)
- Greg Leon - guitarra (1978-1980)
- Gary Holland - bateria (1978-1980)
- Jeff Tappen - baixo (1978-1979)
- Gary Link - baixo (1979-1980)
- Juan Croucier – baixo (1980–1983)
- George Lynch – guitarra (1980-1989, 1994-1999, 2016-2018)
- Jeff Pilson - baixo, vocais de apoio (1983-1989, 1993-2001, 2016-2018)
- Reb Beach – guitarra (1999–2001)
- John Norum – guitarra (1997, 2001–2003)
- Alex De Rosso - guitarra (2003-2004)
- Barry Sparks – baixo, vocais de apoio (2001–2009)
- Mick Brown – bateria (1980–1989, 1993–2019)

### Membros temporários para shows
- Mikkey D - bateria (Sweden Rock Festival de 2001)
- Jeff Tappen - baixo
- Frankie Banali - bateria (2002)
- Adam Hamilton - baixo (2002)
- Greg Smith - baixo (2005)
- Sean McNabb - baixo (2006)
- Chris McCarvill - baixo (2008)
- Jeff Martin - bateria (2008)
- Bobby Marks - bateria (2008)
- Vik "Vikki" Foxx - bateria (8-2007)
- BJ Zampa - bateria (2008-10)
- Billy Dee - Baixo (2008)

## Discografia
Álbuns de estúdio
- Breaking the Chains (1983)
- Tooth and Nail (1984)
- Under Lock and Key (1985)
- Back for the Attack (1987)
- Dysfunctional (1995)
- Shadowlife (1997)
- Erase the Slate (1999)
- Long Way Home (2002)
- Hell to Pay (2004)
- Lightning Strikes Again (2008)
- Broken Bones (2012)
- Heaven Comes Down (2023)